# Eanatum
Sauf précision contraire, les dates de cet article sont sous-entendues « avant l'ère commune » (AEC), c'est-à-dire « avant Jésus-Christ ».
Eanatum est un souverain de la première dynastie de Lagash (2455–2426 av. J.-C.).
Il succède à son père Akurgal vers -2455. Il mène une politique expansionniste et affronte plusieurs coalitions comprenant l'Élam, Ur, Uruk, Kish ou encore Mari : il commence par défaire Enakalle, ensi (roi) d'Umma, le vieil ennemi de Lagash. En effet, Lagash et Umma se disputaient la région frontière de la Gu-edenna. À cette occasion, il fait dresser la stèle des vautours, l'un des premiers documents historiques connus. Ensuite, il chasse les Élamites de Sumer et prend plusieurs villes, dont Ur et Uruk. Au nord, il prend Kish dont il se proclame lugal.
Son règne correspond à l'apogée de la première dynastie de Lagash. Son frère Enanatum Ier lui succède.